# Lonato
Lonato é uma comuna italiana da região da Lombardia, província de Bréscia, com cerca de 12.117 habitantes. Estende-se por uma área de 70 km², tendo uma densidade populacional de 173 hab/km². Faz fronteira com Bedizzole, Calcinato, Calvagese della Riviera, Castiglione delle Stiviere (MN), Cavriana (MN), Desenzano del Garda, Padenghe sul Garda, Pozzolengo, Solferino (MN).

## Demografia
| Variação demográfica do município entre 1861 e 2011                               |
|                                                                                   |
| Fonte: Istituto Nazionale di Statistica (ISTAT) - Elaboração gráfica da Wikipedia |